# Copa de Verano 2016
La Copa de Verano, es un torneo de verano de fútbol de carácter amistoso que se disputa entre los 2 equipos más grandes de Uruguay y 2 invitados extranjeros. Este torneo es la continuación de la Copa Antel.

En su segunda edición, se jugó en su totalidad en el Estadio Centenario de Montevideo, Uruguay, en los días 20 y 23 de enero del 2016.
Los partidos, en su totalidad, fueron transmitidos por las señales de televisión VTV y GolTV, además de manera gratuita mediante el canal de internet Vera+.
En esta edición participaron los siguientes equipos:
- C. Nacional de F. - Campeón de Primera División 2014/15.[3]
- C. A. Peñarol - Campeón del Torneo Apertura 2015.[4]
- S. E. Palmeiras - Campeón de la Copa de Brasil 2015.[5]
- C. Libertad - Invitado paraguayo.[6]

## Resultados
|  | Semifinales                  | Semifinales                  |       |                           | Final                     | Final |  |
|  |                              |                              |       |                           |                           |       |  |
|  |                              |                              |       |                           |                           |       |  |
|  | Miércoles 20 de enero, 18:30 |                              |       |                           |                           |       |  |
|  | Libertad                     | 0                            |       |                           |                           |       |  |
|  | Palmeiras                    | 2                            |       |                           |                           |       |  |
|  |                              |                              |       |                           |                           |       |  |
|  |                              |                              |       |                           | Sábado 23 de enero, 22:15 |       |  |
|  |                              |                              |       |                           | Palmeiras                 | 0 (3) |  |
|  |                              | Nacional                     | 0 (4) |                           |                           |       |  |
|  |                              |                              |       |                           |                           |       |  |
|  |                              |                              |       |                           |                           |       |  |
|  |                              |                              |       |                           | Tercer puesto             |       |  |
|  | Miércoles 20 de enero, 21:15 | Miércoles 20 de enero, 21:15 |       | Sábado 23 de enero, 20:00 | Sábado 23 de enero, 20:00 |       |  |
|  | Nacional                     | 3                            |       | Libertad                  | 1 (4)                     |       |  |
|  | Peñarol                      | 1                            |       |                           | Peñarol                   | 1 (5) |  |

### Semifinales
| Primer partido, VTV, GolTV y Vera +; 20 de enero de 2016, 18:30 | Libertad | 0:2 (0:0) | Palmeiras                | Estadio Centenario, Montevideo |                          |
|                                                                 |          | Reporte   | 81' Allione · 90' Moisés | Árbitro(s): Andrés Cunha       | Árbitro(s): Andrés Cunha |

| Segundo partido, VTV, GolTV y Vera +; 20 de enero de 2016, 21:15 | Nacional                                        | 3:1 (1:1) | Peñarol              | Estadio Centenario, Montevideo                            |                                                           |
|                                                                  | S. Fernández 40' · S. Romero 66' · N. López 76' | Reporte   | 45' (a.g.) J. Fucile | Asistencia: 30.000 espectadores Árbitro(s): Pablo Giménez | Asistencia: 30.000 espectadores Árbitro(s): Pablo Giménez |

### Tercer puesto
| Tercer partido, VTV, GolTV y Vera +; 23 de enero de 2016, 20:00 | Libertad                                    | 1:1 (0:1) (4:5 p.)         | Peñarol                                              | Estadio Centenario, Montevideo |                           |
|                                                                 | Benítez 66'                                 | Reporte                    | 26' Palacios                                         | Árbitro(s): Diego Riveiro      | Árbitro(s): Diego Riveiro |
|                                                                 |                                             | Tiros desde el punto penal |                                                      |                                |                           |
|                                                                 | Salcedo · Muñoz · Molinas · Leiva · Moreira |                            | Rodríguez · Valverde · Albarracín · Palacios · Leyes |                                |                           |

### Final
| Cuarto partido, VTV, GolTV y Vera +; 23 de enero de 2016, 22:15 | Palmeiras                                             | 0:0 (3:4 p.)               | Nacional                                                   | Estadio Centenario, Montevideo                              |                                                             |
|                                                                 | Robinho 52' · Alecsandro 56' · Lucas 63' · Moisés 79' | Reporte                    | 24' Romero · 56' Polenta · 68' Gorga                       | Asistencia: 5.000 espectadores Árbitro(s): Esteban Ostojich | Asistencia: 5.000 espectadores Árbitro(s): Esteban Ostojich |
|                                                                 |                                                       | Tiros desde el punto penal |                                                            |                                                             |                                                             |
|                                                                 | Zé Roberto · Marques · Dudu · Allione · Prass · Jesus |                            | Fernández · Polenta · González · Ramírez · Fucile · Barcia |                                                             |                                                             |

| Bandera de Uruguay                          |
| Campeón Club Nacional de Football 4º título |

## Goleadores
| Jugador             | Equipo    | Goles | Jugada | Cabeza | Falta | Penal |
| ------------------- | --------- | ----- | ------ | ------ | ----- | ----- |
| Agustín Allione     | Palmeiras | 1     | 1      | 0      | 0     | 0     |
| Moisés              | Palmeiras | 1     | 0      | 1      | 0     | 0     |
| Sebastián Fernández | Nacional  | 1     | 0      | 0      | 1     | 0     |
| Santiago Romero     | Nacional  | 1     | 1      | 0      | 0     | 0     |
| Nicolás López       | Nacional  | 1     | 1      | 0      | 0     | 0     |
| Cristian Palacios   | Peñarol   | 1     | 1      | 0      | 0     | 0     |
| Pedro Benítez       | Libertad  | 1     | 1      | 0      | 0     | 0     |

## Mejor jugador del partido
Los relatores oficiales de los partidos, al final de cada encuentro seleccionaron al mejor jugador.
| Jugador         | Primera fase             |
| --------------- | ------------------------ |
| Zé Roberto      | Libertad 0 - 2 Palmeiras |
| Santiago Romero | Nacional 3 - 1 Peñarol   |

| Jugador      | Tercer puesto                  |
| ------------ | ------------------------------ |
| No se eligió | Libertad 1 (4) - 1 (5) Peñarol |

| Jugador      | Final                            |
| ------------ | -------------------------------- |
| No se eligió | Palmeiras 0 (3) - 0 (4) Nacional |